# Taenaris phorcas
Taenaris phorcas är en fjärilsart som beskrevs av John Obadiah Westwood 1858. Taenaris phorcas ingår i släktet Taenaris och familjen praktfjärilar. Inga underarter finns listade i Catalogue of Life.